# Karl Försterling
Karl Försterling, auch Foersterling (* 23. April 1885 in Wernigerode; † 20. Juni 1960 in Köln) war ein deutscher Physiker.

## Leben
Karl Försterling promovierte 1909 an der Universität Göttingen mit einer Arbeit über Lichtreflexion an optisch aktiven Körpern. 1914 habilitierte er sich an der Technischen Hochschule Danzig. Er war von 1922 bis 1924 tit. außerordentlicher Professor an der Universität Jena und wurde 1924 ordentlicher Professor für theoretische Physik an der Universität zu Köln. 
Försterling wandte sich der Ausbreitung elektromagnetischer Wellen in inhomogenen Medien und der Dispersion im (leitenden) Plasma zu. 1928 veröffentlichte er sein Lehrbuch der Optik. Seine von Hans Lassen 1927 veröffentlichte Dispersionsformel ist erheblich allgemeiner formuliert und anwendbar als die meistbenutzte, die 1924 von Edward Victor Appleton veröffentlicht wurde.
Sein Nachfolger auf dem Kölner Lehrstuhl war Heinrich Lange. Försterling war seit 1939 mit Dorothea Grossjohann verheiratet. Er verstarb im Alter von 75 Jahren in einem Kölner Krankenhaus.

## Ehrungen
Am 24. März 2011 beschloss der Stadtrat von Wernigerode, eine Straße im Gewerbe- und Industriegebiet „Smatvelde“ nach Karl Försterling zu benennen.

## Schriften (Auswahl)
- Lehrbuch der Optik. Hirzel, Leipzig 1928
- mit Hans Lassen: Die Ionisation der Atmosphäre und die Ausbreitung der kurzen elektrischen Wellen (10–100 m) über die Erde. In: Zeitschrift für technische Physik. Bd. 12 (1931), S. 453–469, 502–527 (Abstract).
- The Propagation, with Oblique Incidence, of Electromagnetic Waves in a Stratified Medium under the Influence of a Magnetic Field. In: Archiv der elektrischen Übertragung. Bd. 3 (1949), S. 115–120.